# Morrenia variegata
Morrenia variegata là một loài thực vật có hoa trong họ La bố ma. Loài này được (Griseb.) T. Mey. mô tả khoa học đầu tiên năm 1970.